# Socrates N. Sherman

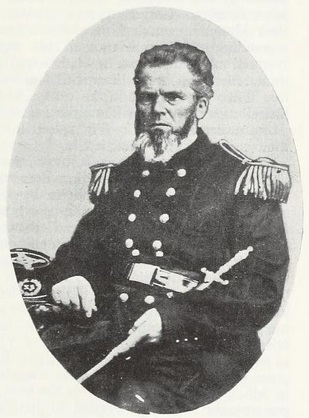
Socrates Norton Sherman

Socrates Norton Sherman (* 22. Juli 1801 in Barre, Vermont; † 1. Februar 1873 in Ogdensburg New York) war ein US-amerikanischer Arzt, Offizier und Politiker. Zwischen 1861 und 1863 vertrat er den Bundesstaat New York im US-Repräsentantenhaus.

## Leben
Socrates Norton Sherman wurde Anfang des 19. Jahrhunderts in Barre im Washington County geboren. Er besuchte die Grundschule (grade school) und dann die High School. Danach studierte er Medizin und graduierte 1824 am Mount Castleton Medical College. Er zog 1825 nach Ogdensburg im St. Lawrence County, wo er als Arzt praktizierte. Politisch gehörte er der Republikanischen Partei an.
Bei den Kongresswahlen des Jahres 1860 für den 37. Kongress wurde Sherman im 17. Wahlbezirk von New York in das US-Repräsentantenhaus in Washington, D.C. gewählt, wo er am 4. März 1861 die Nachfolge von Francis E. Spinner antrat. Da er auf eine erneute Kandidatur im Jahr 1862 verzichtete, schied er nach dem 3. März 1863 aus dem Kongress aus.
Während des Bürgerkrieges diente er als Major und Surgeon im 34. Regiment der New York Volunteer Infanterie. Am 7. Oktober 1865 wurde er als Brevet-Lieutenant Colonel der United States Volunteers ausgemustert. Danach war er in Ogdensburg wieder als Arzt tätig. Er verstarb dort am 1. Februar 1873 und wurde dann auf dem gleichnamigen Friedhof beigesetzt.